# RFA Sir Galahad (1966)
El RFA Sir Galahad (L3005) fue un Buque Logístico de Desembarco (en inglés, Landing Ship Logistics) perteneciente a la Real Flota Auxiliar. Su denominación hace referencia al caballero Galahad de la Mesa Redonda del rey Arturo. De hecho, todos los barcos de la clase Round Table llevan los nombres de estos caballeros.

## Construcción y características
Su construcción, a cargo del fabricante Alexander Stephen and Sons, inició en febrero de 1965. El buque fue botado el 19 de abril de 1966.
Tenía un desplazamiento normal de 3270 t, que aumentaba a 5674 t a plena carga. Su eslora medía 125,1 m, su manga 19,6 m y su calado 4,3 m. Era propulsado por un par de motores diésel de 9400 bhp de potencia. Podía desarrollar una velocidad de 17 nudos, y su autonomía era de 8000 millas náuticas a 15 nudos.
Podía transportar confortablemente hasta 340 tropas o hasta 534 por períodos cortos de tiempo. Su capacidad de carga podía asimismo incluir 16 tanques, 34 vehículos, 120 toneladas de combustibles y 30 toneladas de municiones. Llevaba vehículos anfibios de desembarco en lugar de botes salvavidas, pero éstos eran descargados principalmente mediante tres grandes grúas.

## Servicio
Este buque, participó en la guerra de las Malvinas, en 1982. Partió de Davenport, en el Reino Unido, el 6 de abril, y entró en acción en la zona del estrecho de San Carlos en las Islas Malvinas el 21 de mayo.
El Sir Galahad fue atacado y hundido, el 8 de junio, con bombas de 1000 libras, arrojadas por aviones Douglas A-4 Skyhawk de la V Brigada Aérea de la Fuerza Aérea Argentina al mando del piloto argentino Carlos Cachón. En ese momento se hallaba muy cercano a la costa de la Isla Soledad, cerca del asentamiento de Fitzroy. Al momento, llevaba a bordo tropas de la Guardia Galesa (en inglés, Welsh Guards), entre las cuales las explosiones y el posterior incendio causaron 32 de los 48 decesos confirmados.
El casco destruido fue posteriormente remolcado por el submarino HMS Onyx mar adentro. Su lugar de reposo final fue declarado Tumba de Guerra (en inglés, War Grave) por el Ministerio de Defensa británico en 2002.
El reemplazo para el Sir Galahad entró en servicio en 1988, portando el mismo nombre y numeral. Fue vendido a Brasil en 2007 y renombrado Garcia D'Avila